# Banana
Banana – miasto w zachodniej części Demokratycznej Republice Konga, nad Oceanem Atlantyckim.
Liczba mieszkańców wynosi ok. 10 tys.